# Нуери
Нуери, Нуер (самоназва — наас; інші етноніми — аббінар) — нілотський народ у Південному Судані та прикордонних районах Ефіопії (Східна Африка).
Нуерів, як і решту нілотів, а також інших народів сучасного Південного Судану (англійського Південного Судану) вивчав знаменитий англійський антрополог Едвард Еван Еванс-Прітчард.

## Територія проживання, чисельність, мова і релігія
Проживають переважно в районі злиття річок Бахр-ель-Газаль з Нілом у Південному Судані (від липня 2011 року — незалежна держава, що відокремилась від метрополії Судан; у цій державі нуери живуть у центральних і північно-східних районах), а також в Ефіопії — в прикордонній смузі з Південним Суданом і Кенією.
За оцінками російських фахівців на 2-у половину 1990-х років чисельність нуерів у тодішньому південному Судані сягала 1,6 млн осіб, а в Ефіопії була близько 100 тисяч осіб. Нуери потерпали від довголітньої громадянської війни в Судані, в новоутвореному (2011) Південному Судані — це один з провідних (нілотських), але дещо відсторонених від управління (незначна урбанізація регіону проживання та слабкість традиційних управлінських структур) народів.
Розмовляють мовою тог наас шарі-нільської групи ніло-сахарської мовної родини. Має два основних діалекти — нуер і атьуот.
Нуери дотримуються традиційних вірувань. Головні божества у політеїстичному пантеоні: бог родючості (Денг), бог-творець усього сущого (Кіїр) і бог священного списа (Віу), культи яких відправляються вождями племен.

## Господарство, побут, суспільна організація
Нуер — типові скотарі Східної Африки. Скотарство — пересувного відгонно-пасовищного типу. Розводять велику рогату худобу порід зебу, вівці, кози. Супутні господарські галузі — ручне землеробство (елевсина, кукурудза, дурра, бобові, гарбузи, кавуни, арахіс, кунжут), збиральництво, рибальство, лише частково полювання.

Табір-стійбище скотарів нуерів, 1931

Нуер з кошиком, 1920-ті

Спосіб життя нуерів визначається сезонністю. Влітку савана сильно висихає, і нуери відкочовують на великі відстані зі стадами і майном в болотяні місця і на береги річок. З приходом вологого сезону притоки Нілу розливаються, перетворюючи савану в широку заболочену місцевість, тому нуери переселяються на височини і пагорби, що місяцями оточені водою і є недоступними. У цей час нуери живуть у невеликих ізольованих один від одного поселеннях. У сухий сезон відбувається кооперація декількох поселень у стійбище, в кочову громаду на час кочування по берегах річок.
Стада випасають пастухи-чоловіки. У разі нестачі води чоловіки й підлітки риють колодязі завглибшки до 10 метрів. Жінки і діти доять корів. Худобу напувають 3 рази на добу з корит, які чоловіки наповнюють водою з криниці. Водопій є найбільш трудомісткою роботою в скотарстві.
З початком дощів (кінець травня) нуери повертаються в зимові поселення і починають землеробські роботи: чоловіки обробляють ґрунт, жінки висаджують культури. Молодь в цей час випасає худобу на найближчих прилеглих пасовищах.
Заняття ремеслами відносяться також до цього сезону: обробка шкур, дублення шкір, гончарство, ковальство. Розвиненим є і виготовлення знарядь праці та зброї з кісток і рогів зебу, оскільки нуерам завжди бракувало металу, який вони вимінювали у сусідів динка. Шкурами застеляють долівку в оселі і покривають курені в стійбищах, шкірою обтягують барабани, з ременів сукають мотузки і нашийники для худоби, зі шкіри також роблять мішки для транспортування води, харчів і посуду під час кочівель та задля зберігання їх у житлах. З рогів роблять гарні ложки, тютюнниці, наконечники гарпунів, скребків. Гарбузи — матеріал для виготовлення калебас — судин і мисок. Глина використовується для виготовлення посуду, зернотерток, казанів для варіння їжі, з неї викладають вогнище. З деревини роблять держаки списів і гарпунів, палиць, молотків тощо. Човни і опорні стовпи хатин роблять з цілих стовбурів пальми делеб. Широко поширеним є плетіння з рослинних волокон (кошики, мішки, сагайдаки, циновки).
Двоїстий характер господарської діяльності визначив специфічний тип суспільної організації нуерів — племінний, на базі системи генеалогічних зв'язків та системи вікових класів лінійного типу. Нуери поділяються на ряд племен (по 40-50 тисяч осіб кожне). Кожне плем'я має самоназву, діалектні особливості і автономну систему вікових класів, у якій вирізняються дві соціальні ступені: перша — хлопчики, друга — чоловіки-воїни. Поділ громадської праці організовано за віком та статтю. Хлопчики виконують будь-які види робіт, включно з доїнням корів. Після ініціації в 16-18-річному віці юнаки, ставши чоловіками-воїнами, мають справу тільки з випасом худоби та її охороною, а також з іншими видами суто чоловічої діяльності.

Нуерський бик на тлі хатини (1935)

Племена нуер не мали централізованого управління, час-по-час об'єднуючись для набігів з метою заволодіти худобою на сусідів динка. Влада, згідно з існуючою традицією, перебуває у чоловіків старшого соціально-вікового покоління. Ритуальний лідер племені керує обрядовою діяльністю. Племінна структура нуерів є найскладнішою серед нілотов. Основний соціальний осередок — велика родина. Шлюб у нуерів — патрилокальний, стосунки спорідненості — патрилінійні. Нуери переважно моногамні, але в деяких випадках практикується полігінія. Жених виплачує родині нареченої калим у вигляді худоби (зазвичай у межах 40 голів).

## Матеріальна культура: житло, одяг, їжа
Зазвичай село нуерів складається з 20-30 хатин, круглих у плані, з високою конічною на кінці солом'яною стріхою. Стіни — каркас з гілок, обмазані сумішшю глини, гною, землі та посіченої соломи. Така хатина служить 5-6 років. Відстань між поселеннями — 10-20 км. 

Танець нуерських жінок, бл. 1928

Тимчасові нуерські домогосподарства в кочових стійбищах складаються з легкої овальної в плані хатини з гілок і загорожі для худоби — своєрідного краалю, огородженого колючим чагарником. Стійбище оточується вузької канавкою. Літні стійбища відстоять від постійних поселень на десятки кілометрів і перехід до них подеколи триває до двох тижнів.
Чоловічий традиційний одяг нуерів — пов'язка на стегнах (раніше часто взагалі не практикувалося носіння одягу), жіночий — шкіряний фартух, оздоблений бахромою і тасьмами з нанизаними на них намистинами. Прикраси — браслети на ногах і руках з кістки, міді, дерева, намиста з намистин, раковин, плетіння. Амулети: зуби хижаків, зі шкіри, трави. Сучасний одяг — довга сорочка з бавовняної тканини.
Онову раціону нуерів традиційно складали молоко і просо (різноманітні каші, юшки, коржі), вживали у їжу також овочі і плоди. Традиційною цінною поживною стравою, як і в решти нілотів, є суміш молока з кров'ю. Практикуючі полювання урізноманітнювали харчування дичиною. М'ясо нуери вживають рідко, переважно забивають стару і/або хвору худобу в ритуальних цілях.